# Vierenkampgraben

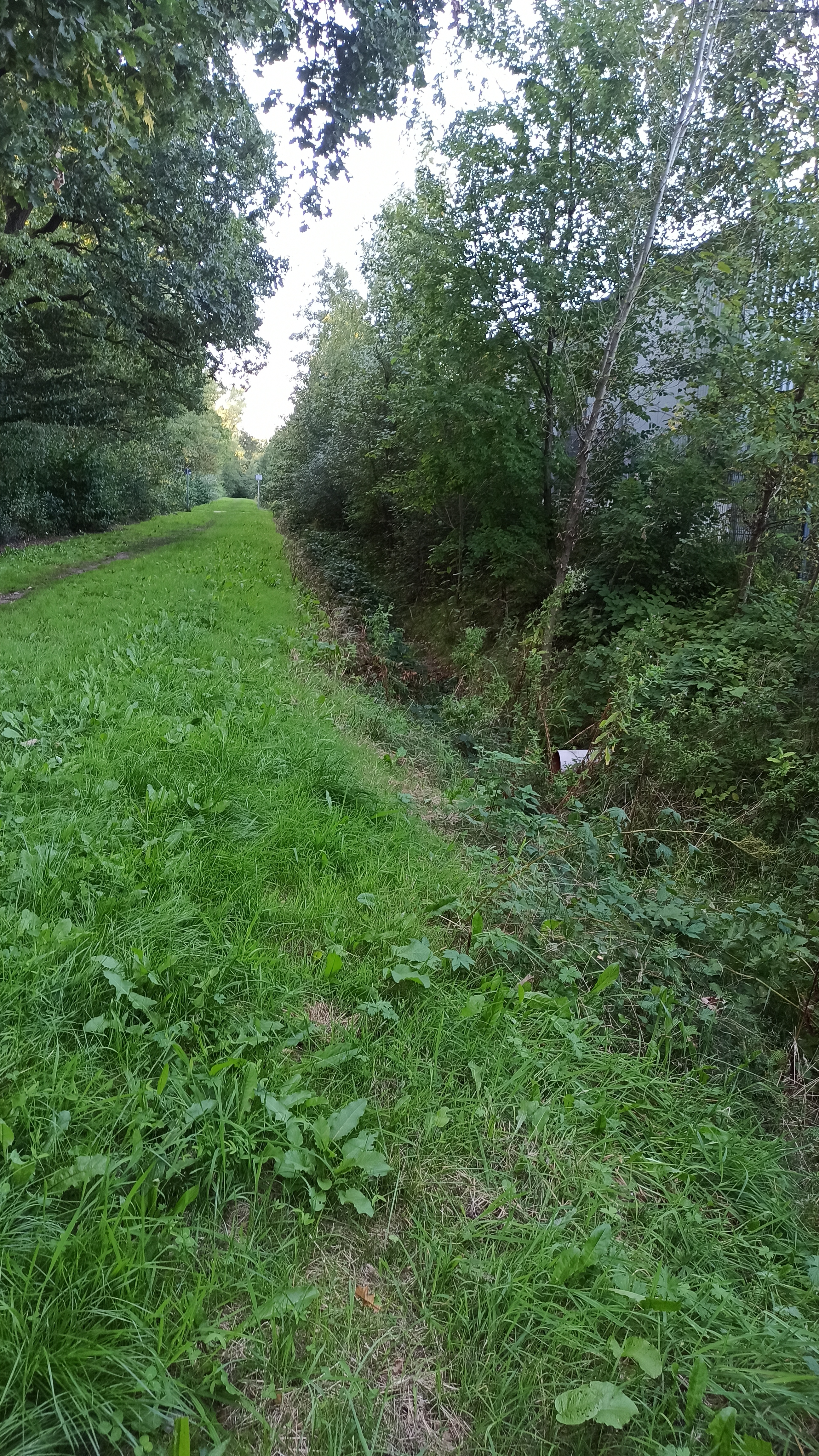
Zugewachsener Vierenkampgraben

Der Vierenkampgraben ist ein Graben in Hamburg-Niendorf. Er verläuft gerade zwischen zwei Teichen am Garstedter Weg und Rahweg.
Der nordwestliche Teich befindet sich am Garstedter Weg südlich vom Vierenkamp. Er besitzt eine längliche Form.

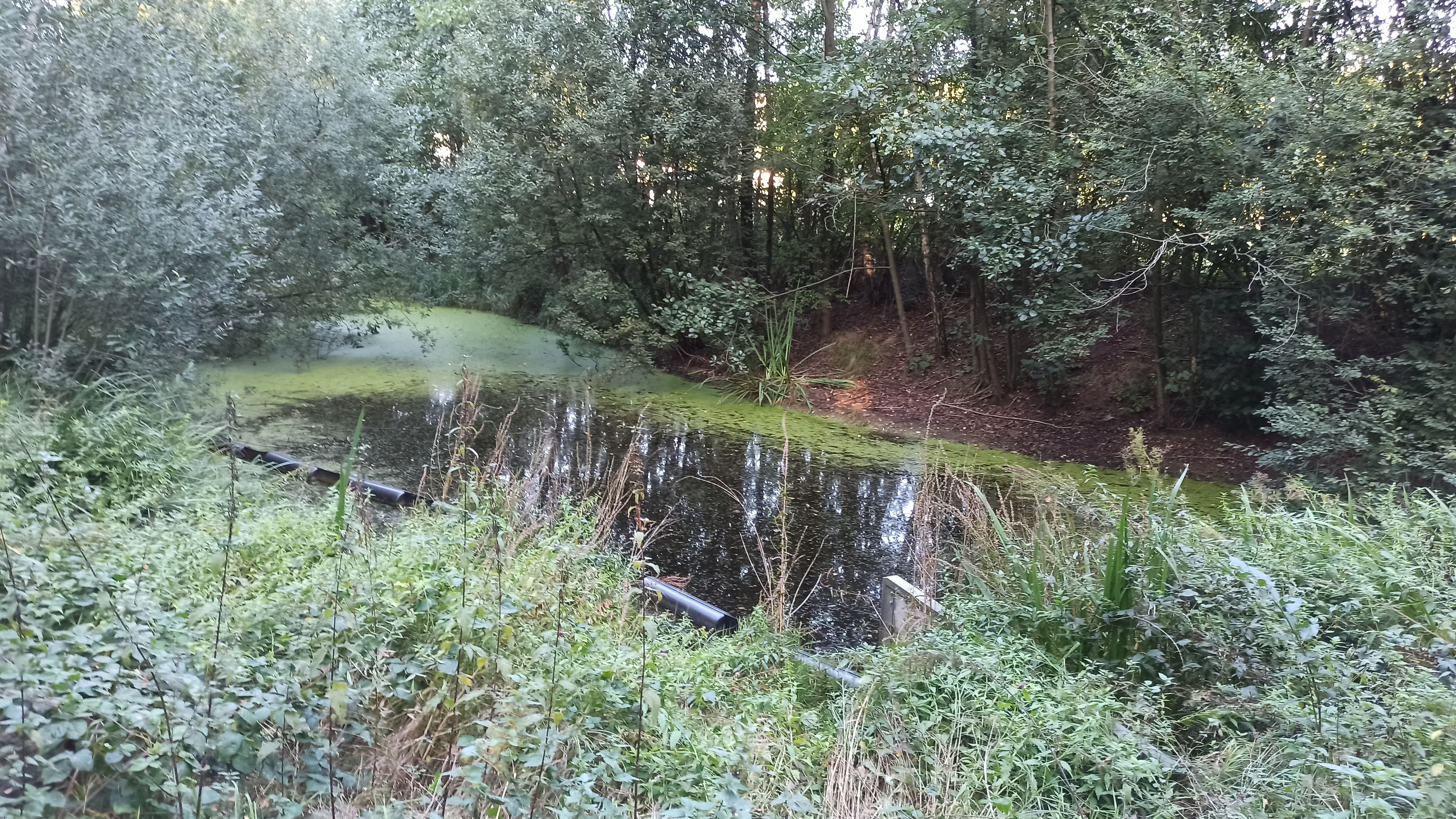
Nördlicher Teich des Vierenkampgrabens am Garstedter Weg

Der südöstliche Teich befindet sich am Rahweg auf Höhe der Hausnummer 142.

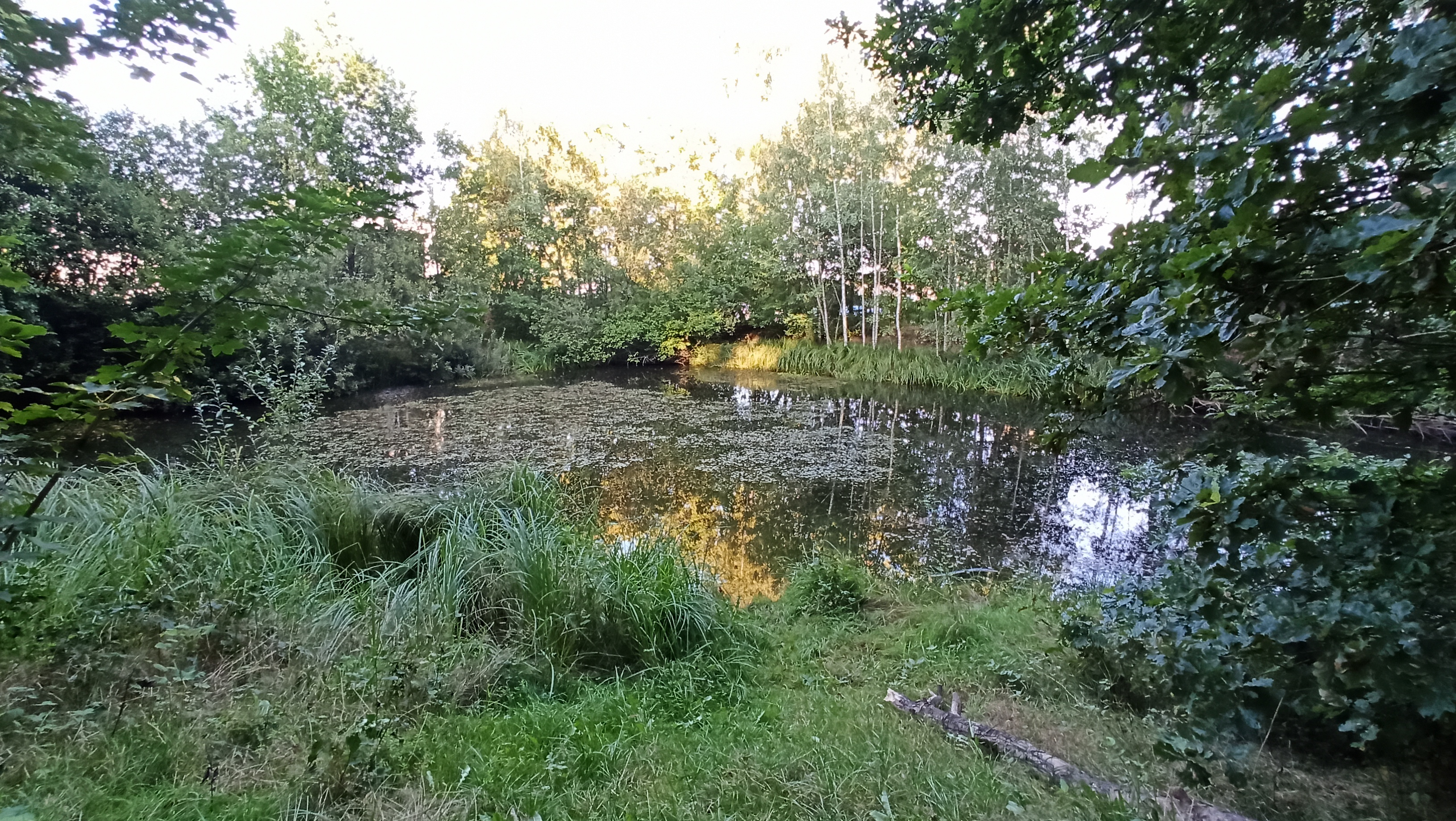
Südlicher Teich des Vierenkampgrabens am Rahweg